# جون هوبكينز (ملحن)
جون هوبكينز (بالإنجليزية: John Hopkins)‏ هو ملحن بريطاني، ولد في 1949.

## وصلات خارجية
- جون هوبكينز على موقع ميوزك برينز (الإنجليزية)